# Pehr Wallander
Pehr Emanuel Wallander, född 24 mars 1783, död 11 januari 1858 i Stockholm, var en svensk målarmästare, målare och tecknare. 
Han var gift med Sophia Maria Lundberg samt far till Wilhelm Wallander och Charlotta Wallander. Vid sidan av sin sysselsättning som yrkesmålare var Wallander verksam som konstnär. Han porträtterade bland annat av Arvid Trolle och Axel Julius Horn af Rantzien. Wallander är representerad vid bland annat Nationalmuseum i Stockholm.